# Skaly Tëmnye
Skaly Tëmnye (englische Transkription von russisch Скалы Тёмные Skaly Tjomnyje, deutsch ‚Dunkle Felsen‘) sind Felsvorsprünge im ostantarktischen Mac-Robertson-Land. Im Mawson Escarpment ragen sie unmittelbar westlich des Rofe-Gletschers auf.
Russische Wissenschaftler benannten sie.